# Elasmus helvus
Elasmus helvus är en stekelart som beskrevs av Howard 1894. Elasmus helvus ingår i släktet Elasmus och familjen finglanssteklar. Inga underarter finns listade i Catalogue of Life.